# Carlo Alberto Donati
Carlo Alberto Donati (Astano, 1790 – Spoleto, 29 ottobre 1825) è stato un architetto e ingegnere svizzero.

## Biografia
Già in tenera età la famiglia, appartenente alla nobiltà locale, lo manda all'Accademia di belle arti di Brera, dove il Donati diventa architetto. Successivamente si trasferisce a Roma, dove entra a far parte del corpo degli alabardieri pontifici; in questa occasione frequenta anche l'Accademia nazionale di San Luca. Su incarico pontificio sovrintende ai lavori per la bonifica delle paludi di Terracina. Nel 1823, per ordine di papa Leone XII, raggiunge il grado di ingegnere capo e dirige un gran numero di lavori a Spoleto, nella regione umbra e nella Sabina. Muore di febbre malarica a Spoleto il 29 ottobre 1825.